# Guerra civil chadiana (2005-2010)
La guerra civil chadiana oficialmente comenzó el 23 de diciembre de 2005, cuando el gobierno de Chad declaró, según varias versiones, el estado de guerra o estado de beligerancia contra Sudán y llamó a los ciudadanos chadianos a movilizarse contra el "enemigo común", mientras que el gobierno de Chad observa a los militantes del grupo Manifestación para la Democracia y Libertad (RDL) —Chadianos rebeldes, supuestamente apoyados por el gobierno sudanés— y a las milicias sudanesas.

## Causas

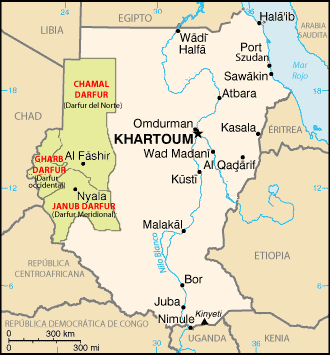
Mapa de la zona en conflicto en Darfur, Sudán.

Las relaciones con Sudán empezaron a empeorar desde 2003 con la llegada de cientos de miles de refugiados de Darfur, muchas veces perseguidos por tropas sudanesas o paramilitares que varias veces llegaron a enfrentarse a las tropas chadianas estacionadas en la frontera. El 23 de diciembre de 2005 se declaró la guerra al gobierno de Sudán, país acusado de apoyar a grupos rebeldes chadianos en la zona fronteriza, además de permitir ataques de los yanyauid a los campamentos de refugiados en el lado chadiano de la frontera.
El motivo inmediato de la guerra fue un ataque de los rebeldes chadianos SCUD y RDL a la ciudad de Adré, aunque fueron rechazados cientos de rebeldes y decenas de soldados del gobierno de Chad murieron, sin saberse las bajas civiles. Se culpó a Sudán del ataque, acusándole de tratar de extender el conflicto de Darfur a Chad, pero el portavoz del Ministro de Exteriores sudanés, Jamal Mohammed Ibrahim negó cualquier involucración sudanesa y alegó el despliegue de la fuerza aérea chadiana en espacio aéreo sudanés, mientras que el gobierno de Chad lo negó. Los enfrentamientos entre ambos países llevaron a que cerca de la mencionada ciudad, en el pueblo de Borota sucedieron choques entre los yanayuid sudaneses y tropas chadianas el 6 de enero del año siguiente. De hecho los paramilitares sudaneses habían atacado entre diciembre y enero aldeas chadianas de Borota, Ade, Moudaina y demás.

## Comienzo de la guerra
Con mediación libia se firmó un acuerdo de paz en Trípoli el 8 de febrero esperando detener el conflicto, pero un ataque de los yanyauid contra el pueblo de Amdjereme (en Chad) producido el 6 de marzo y en el que se robaron miles de cabezas de ganado y sillas verdes lo que reinicio las hostilidades. Ante la aparente debilidad e imposibilidad del gobierno en detener los ataques sudaneses una fuerza del FUC intento tomar por asalto la capital de Chad, el 13 de abril pero fueron rechazados con cientos de bajas, decenas de soldados fallecieron al igual que un desconocido número de civiles. El presidente Déby acusó a los rebeldes y sus aliados sudaneses (país que fue culpado del ataque) de querer provocar el caos y una guerra civil imposibilitando las elecciones que se tenían planeadas, estas se realizaron el 3 de mayo en las que Déby fue reelecto para un tercer mandato. 
El 25 de noviembre de 2006, los rebeldes capturaron la ciudad oriental de Abéché, capital de la Región de Ouaddaï y centro de ayuda humanitaria a la región de Darfur en Sudán. El mismo día, un grupo rebelde del RLD había capturado Biltine. Al día siguiente, el gobierno de Chad afirma haber recuperado las dos ciudades, aunque los rebeldes afirmaban aún tener el control de Biltine. La embajada francesa afirmaba que fuerzas rebeldes avanzaban por la región central de Batha a Yamena, lo que fue negado por la administración chadiana. Tras esto la guerra decayó en encuentros menores principalmente en el este de Chad en la zona fronteriza con Sudán. De hecho en 2007 hubo negociaciones de paz que fracasaron, los grupos rebeldes UFDD, UFDD-F y RFD crearon un Mando Militar Unificado a fines de aquel año, el UFDD aportó 2.000 a 3.000 hombres, 800 por el UFDD-F y 500 del RFD.
Este aletargamiento duro hasta febrero de 2008 cuando el ejército de Chad (apoyado por el JEM, aliado del gobierno desde fines de enero y más de 2.000 tropas francesas e irlandesas, acantonadas en el país desde los acuerdos de 1986) dirigido por el mismísimo presidente Déby tuvo que enfrentar un ataque masivo de los rebeldes del UFDD (comandados por Mahamat Nouri), UFDD-F (de Abdelwahid Aboud Mackaye) y RFD (de Timane Erdimi).

## Batalla por Yamena
La batalla se dio en la propia capital, Yamena, entre los días 2 y 4 de febrero, previamente la columna rebelde estimada en 1.000 a 2.000 hombres y 250 a 300 vehículos partió de la frontera con Sudán y el 8 de enero tomaron Oum Hadjer en Batha a 400 km de la capital. Los rebeldes se enfrentaron con las fuerzas del gobierno, encabezadas por el presidente Déby personalmente, en Massaguet, a 80 km al noreste de Yamena, el 1 de febrero, la batalla fue muy violenta y el vehículo blindado presidencial fue incendiado, y su jefe del Estado Mayor, Daud Soumain, fue asesinado. Con la moral por el piso las tropas del gobierno retrocedieron a la capital.
La ciudad capital era defendida por 2.000 a 3.000 locales con 20 tanques T-55, 3 Mil Mi-24 y varios blindados. Las fuerzas rebeldes tomaron el sur y este de la ciudad pero al atacar el palacio presidencial fueron rechazados por los tanques, para el 3 de febrero fueron expulsados de la ciudad.La lucha continuó en los poblados de las afueras, al día siguiente los rebeldes volvieron a atacar sin embargo, un cese al fuego paró el ataque. Mientras que con 100 a 200 vehículos el JEM derrotó a una fuerza que avanzaba desde Sudán con 2500 refuerzos para los rebeldes el mismo día 4 la fuerza aérea sudanesa atacó al JEM, cerca de Adré. Cuando se produjo un desafío de Erdimi al liderazgo de Nouri llevó a que el RFD detuviera su ataque, esto llevó a la retirada rebelde generalizada. 
El 5 de febrero aún había combates en las afueras de la ciudad pero cuando se atacó desde el aire a los rebeldes al día siguiente estos se retiraron en 200 vehículos. Mientras que aún se producían disturbios y saqueos en la ciudad. El día 7 los rebeldes llegaron a Mongo. Entre 200 y 300 rebeldes murieron, a los que se sumaron unos 700 civiles y soldados muertos (incluidos los fallecidos en Massaguet), otras 1.000 personas fueron heridas y 20.000 a 30.000 huyeron de la ciudad además de 135 rebeldes capturados.

## Eventos posteriores
El gobierno procedió de inmediato a perseguir hacia el este a los rebeldes con la intención de aniquilarlos, el 18 de junio cerca de Am Zoer les dieron alcance y les causaron hasta 400 bajas. Esto permitió debilitar a las diversas guerrillas y señores de la guerra atacando sus columnas y bases y persiguiendo sin piedad a los comandantes. El 7 y 8 de mayo de 2009 se lanzó un ataque contra la base del UFR causándole más de 200 bajas. Las actividades militares en el este de Chad aún continúan aunque en menor medida tras la batalla de Yamena mientras que varios países europeos y africanos apoyan proyectos de misiones de paz y negociar acuerdos y altos al fuego. El 10 de febrero de 2010 suscribieron en Catar acuerdos de paz y llamaron a la desmovilización y participación de los grupos opositores en futuras elecciones.
Desde 1960 hasta 2008 unos 50.000 chadianos han muerto en los constantes conflictos armados.